# 弗朗西斯·科克兰
法蘭西斯·约瑟夫·高基連（法語：Francis Joseph Coquelin，發音：[fʁɑ̃sis kɔklɛ̃]；1991年5月13日—），是一名法國職業足球員，現效力法甲球會南特，司職防守中場，亦可擔任右中場或右閘。高基連曾是法國 U21的其中一員。

## 早年
高基連生於馬耶訥省拉瓦勒，父親為塞內加爾人，而母親則為法國人。2005年前，他於布爾尼足球會（AS du Bourny）踢球，之後轉投較大的球會拉瓦勒。三年後，他在2007年歐洲U-17足球錦標賽一場對以色列的賽事中被阿仙奴球探基文迪發挖，轉投英格蘭的阿仙奴。

## 球會生涯

### 阿仙奴

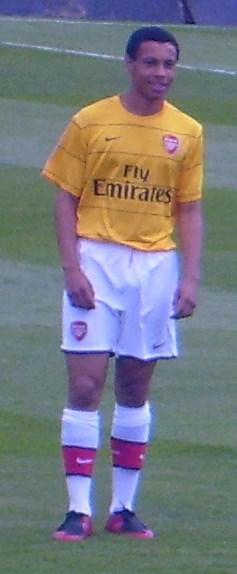
高基連在季前賽為阿仙奴上陣

2008年7月參加試腳成功後的他加盟阿仙奴。雖然他的受傷縮短他的試腳期，但他的出色表現為他贏得一份合約。高基連在2007-08年的季前熱身賽中，在對班列特和松博特海伊的比賽出場，在9月23日以6-0大勝錫菲聯的比賽中以替補形式首次職業聯賽出場。在10月5日對史篤城比賽中，高基連替阿仙奴預備隊取得首個入球。
在2009-10賽季，他是預備隊的正選隊員之一，出場12次並打進2球。2009年9月22日英格蘭聯賽盃對戰西布朗，他以先發隊員出場並踢了58分鐘。他亦在聯賽盃2-1戰勝利物浦中出場，這次是在下半場換入。高基連在足總盃對斯托克城的比賽中的表現令人失望，他被安排出任右邊衛，半場被換入，最終球隊以3-1落敗。
外借羅連安特
2010-11賽季，高基連被外借至洛里昂。他的首秀是在8月14日以替補出場，球隊以2-1落敗給南锡。高基連的首張紅牌是在對戰瓦朗謝訥，因手球取得二黃一紅被逐離場。他在對戰雷恩中取得職業生涯首個入球，使球隊以2-1獲勝。隨後的比賽他大多被安排踢右中場，外借期間出場24次取得1個入球。天空體育報導指洛里昂教練十分樂意再租借高基連及其隊友吉利斯·苏努一季。
返回阿仙奴
代表法國參與2011年U20世界盃足球賽的高基連返回阿仙奴，並在2011年8月28日為阿仙奴作處子秀作客對戰曼聯，在62分鐘被張伯倫替換，傷患嚴重的阿仙奴以8-2災難性慘敗。在北倫敦德比中，他代表阿仙奴第二次上場，雖然以2-1落敗，但被阿仙奴球迷評為全場最佳。12月6日首次參與歐洲冠軍聯賽，已首名出線的阿仙奴以3-1落敗給。2012年1月10日，他與阿仙奴簽定一份新的長期合同。
外借弗賴堡及查爾頓
高基連在2013-2014賽季被外借至弗賴堡，而在2014年11月，他則被外借至查爾頓一個月。原本高基連的租約是延長至十二月尾才完結，可是12月12日有報導指，雲加會回收外借中的高基連，以應付隊中的傷患問題。
再次返回阿仙奴
在2014年12月12日，阿仙奴正式從查爾頓回收外借中的高基連，頂替受傷的艾朗·藍斯。12月28日，他在相隔23個月後再次為阿仙奴正選上陣，作客韋斯咸。於次年的1月18，帶領阿仙奴作客贏曼城2-0。在高基連外借歸來後，他的攔截、一對一防守的次數均為全英超最高，而搶斷次數亦只比曼城右閘少4次。主帥雲加對高基連出色的表現十分震驚，並表示他將會是長期的防守中場人選。

### 華倫西亞
2018年1月11日，高基連以1,400萬鎊的價錢轉會至西班牙甲組足球聯賽球隊華倫西亞。2月17日，他在對陣馬拉加時攻入轉會後首個入球。

### 比利亞雷阿爾
和瓦倫西亞隊長丹尼尔·帕雷霍一起轉會至比利亞雷阿爾，高基連转会费為650万欧元，帕雷霍則為0歐元。

## 國家隊生涯
科克林是法國青少年國家足球隊的隊員，曾替U-17、U-18、U-19、U-20和U-21出賽。在2010年歐洲U-19足球錦標賽中他起了重要角色，五場比賽中出戰了四場，為國家隊贏得冠軍。在準決賽對戰克羅地亞，幫助球隊取得關鍵進球。
科克林及其阿森納隊友吉利斯·苏努均代表法國參與2011年U20世界盃足球賽，科克林出戰全部七場比賽，法國最終取得第四名。

## 榮譽

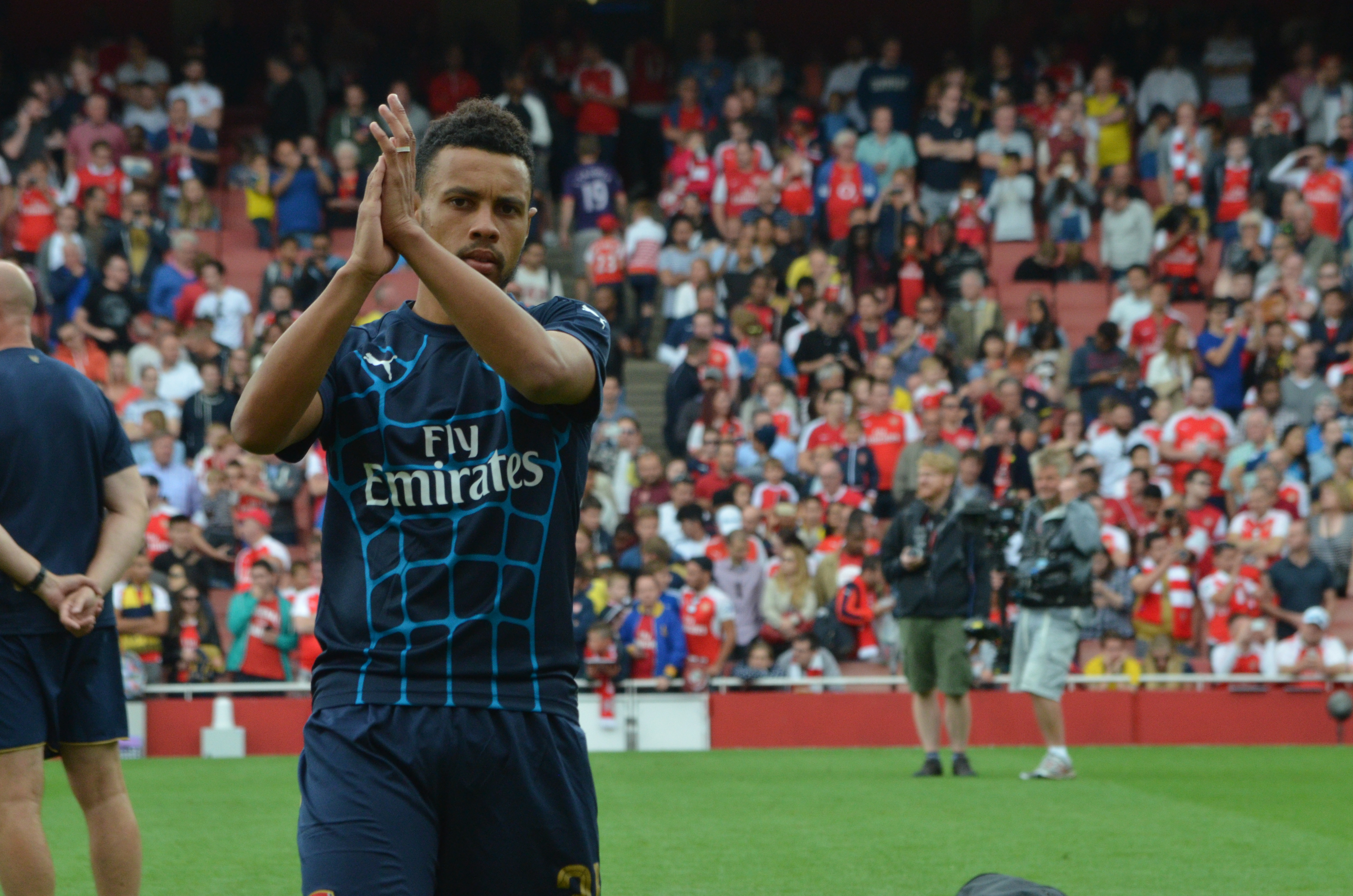
熱身中的高基連

### 球會
阿仙奴
- 英格蘭足球青年超級聯賽冠軍：2008/09年；
- 英格蘭足總青年盃冠軍：2008/09年；
- 英格蘭足總盃冠軍：2015年，2017年
- 英格蘭社區盾冠軍：2015年

 比利亞雷阿爾
- 欧足联欧洲联赛冠軍：2020–21賽季[26]

### 國家隊
法國U19
- 歐洲U-19足球錦標賽冠軍：2010年
- 歐洲U-19足球錦標賽最佳陣容：2010年

## 外部連結
- 阿仙奴官網簡歷
- 足球数据库：法蘭西斯·高基連的球员统计数据
- Soccerway資料庫：弗朗西斯·科克兰